# Chrysotimus furcatus
Chrysotimus furcatus är en tvåvingeart som beskrevs av Yang, Saigusa och Kazuhiro Masunaga 2008. Chrysotimus furcatus ingår i släktet Chrysotimus och familjen styltflugor.
Artens utbredningsområde är Nepal. Inga underarter finns listade i Catalogue of Life.